# Canthotrypes oberthuri
Canthotrypes oberthuri là một loài bọ cánh cứng trong họ Bọ hung (Scarabaeidae).